# Красново (Болгарія)
Кра́сново (болг. Красново) — село в Пловдивській області Болгарії. Входить до складу общини Хисаря.

## Населення
За даними перепису населення 2011 року у селі проживали 756 осіб.
Національний склад населення села:
| Національність   | Кількість осіб | Відсоток |
| ---------------- | -------------- | -------- |
| болгари          | 652            | 93,9%    |
| турки            | 40             | 5,8%     |
| інша             | 0              | 0%       |
| Всього відповіли | 694            |          |

Розподіл населення за віком у 2011 році:
Динаміка населення: